# Liolaemus gununakuna
Liolaemus gununakuna är en ödleart som beskrevs av  Avila 2004. Liolaemus gununakuna ingår i släktet Liolaemus och familjen Tropiduridae. Inga underarter finns listade i Catalogue of Life.